# Tetrapyrgium
Le camp romain de Tetrapyrgium, devenu forteresse frontalière durant l'Antiquité tardive, assurait la défense d'une section de la Strata Diocletiana dans la province romaine de Syrie Euphratensis. Depuis le règne de l'empereur Dioclétien (284-305), cette route du désert longeait la limite du territoire (limes) revendiqué par Rome, la frontière était ouverte mais fortement gardée. Grâce aux recherches archéologiques effectuées sur ce site, il a été possible de faire une description détaillée d'une fortification romaine tardive située dans la partie nord du limes syrien.  De plus, les fouilles ont permis de démontrer que la sécurisation de cette frontière était effective dès le milieu du Ier siècle.
Tetrapyrgium, toponyme grec, est synonyme du type de fort qui y est construit (château à quatre [tours]). L'expression latine, Quadriburgium, désignant les forts de ce type exprime la même notion. 

## Situation
Le fort est situé au nord du limes syrien (tronçon du limes arabicus) dans une vaste steppe désertique. Il est construit sur une terrasse sur le flanc nord d'une colline. Sa position a probablement été choisie à la même époque que celle du grand vicus qui s'étendait en contrebas à l'ouest et à l'est du fort. 
De grandes citernes permettaient de retenir l'eau durant la saison sèche et d'irriguer les parcelles agricoles indispensables à l'approvisionnement des troupes et du vicus en denrées alimentaires. Plusieurs citernes ont été découvertes lors des fouilles, l'une, en forme de poire, à 120 m au sud-est du fort et trois autres, du même type, à 250 m au nord.
Tetrapyrgium, jalon fortifié sur la Strata Diocletiana, pouvait être aperçu de loin depuis la plaine en raison de sa position élevée. Au nord, à 12,5 kilomètres (environ huit milles romains) on pouvait apercevoir le camp légionnaire de Sura sur l'Euphrate et il était probablement possible de maintenir le contact avec le fort de Resafa à 16 kilomètres au sud par signaux optiques .  
Comme d'autres sites en Syrie révélés à la connaissance de la population, ce fort et son vicus sont menacés de destruction complète par des pillages de tombes, si cela n'est pas déjà arrivé.    

## Historique des recherches
Hormis le récit de voyage de l'Anonyme de Plaisance vers 570 qui mentionne la civitas Tetrapyrgium, aucune autre source antique n'est connue. 
Lors de ses voyages entre 1908 et 1915, l'orientaliste Alois Musil (1868-1944) a été le premier à identifier l'ancien Tetrapyrgium dans les ruines couvertes de sable de Quasair as-Saila. 
L'orientaliste René Dussaud (1868-1958) en 1929, l'archéologue Antoine Poidebard (1878-1955) et le jésuite et archéologue René Mouterde (1880-1961) de l'Université Saint-Joseph de Beyrouth, en 1930 et 1931, ont publié les premières études sur Quasair as-Saila. 
À partir de 1992, le fort est étudié par l'archéologue Michaela Konrad  puis par Markus Gschwind. Les fouilles, très limitées en raison des coûts ont été  menées dans le cadre du projet Limes à la station de l'Institut archéologique allemand (DAI) de Damas entre 1992 et 1996. Ce site était connu comme site de garnison romaine, on y avait découvert des artefacts de la période romaine tardive et du début de l’ère byzantine. On supposait qu'il avait été abandonné vers les années 636/638. Cependant, ces hypothèses se sont révélées erronées lors de la première campagne de fouilles. Un premier sondage avait déjà eu lieu en 1990, une partie très bien conservée de la fortification orientale du fort avait ainsi été révélée. La fouille de la fortification s'est poursuivie en 1993 puis les investigations se sont terminées par le vicus et son enceinte en 1994,.

## Histoire de la fortification
Les artefacts romains les plus anciens découverts sur le site sont datés de la première moitié du Ier siècle apr. J.-C. Cela confirmerait l'hypothèse selon laquelle un camp romain aurait été établi à cet endroit par Cnaeus Domitius Corbulo (il en aurait de même pour Sura. Ce général aurait en effet installé des garnisons à des endroits stratégiques le long de l'Euphrate et dans l'arrière-pays lors de la phase finale des guerres parthes en  61/62 apr. J.C. 
Ces premières installations militaires sont probablement à l'origine du développement des fortifications frontalières. Des objets découverts à Tetrapyrgium et à Resafa, ainsi qu'une inscription relevée à Sura datent du mandat du gouverneur Marcus Ulpius Traianus (73/74-77/78 apr. J.C.). La Via Nova Traiana prolongée sous le règne de l'empereur Trajan (98-117) suivait le tracé de la frontière de cette époque. Après la prise de la Mésopotamie en 166 et le déplacement de la frontière vers l'est, la route longeant les anciens sites frontaliers a temporairement perdu de son importance et les fortifications ont été en partie délaissées. Les incursions sassanides (231-266), le soulèvement de la reine Zénobie de Palmyre (266-271) puis la reprise des guerres contre la Perse à partir de 287 ont forcé Rome à revenir au Limes d'origine et à renforcer leurs installations militaires. 
La construction d'une chaîne de fortifications qui devait s'étendre de la Mer Rouge à l'Euphrate a commencé sous Dioclétien le long de la Strata Diocletiana. Il est possible que l'empereur ait pris la décision de construire ces fortifications lors d'un voyage en Palestine en 286, mais leur exécution aurait pu être retardée par les guerres contre la Perse jusqu'à la conclusion du traité de paix de Nisibe (298/299). La conclusion de ce traité correspond au premier séjour documenté de Dioclétien sur l'Euphrate et pourrait indiquer le moment le plus ancien auquel les premières installations ont été établies. La mise en place de ces fortifications s'est prolongée au moins jusqu'au règne de l'empereur Constantin le Grand (306-337), le fort et le vicus de Tetrapyrgium auraient été construits durant cette phase (fin du IIIe siècle-début du IVe siècle) 

### Conception du fortin de l'Antiquité tardive

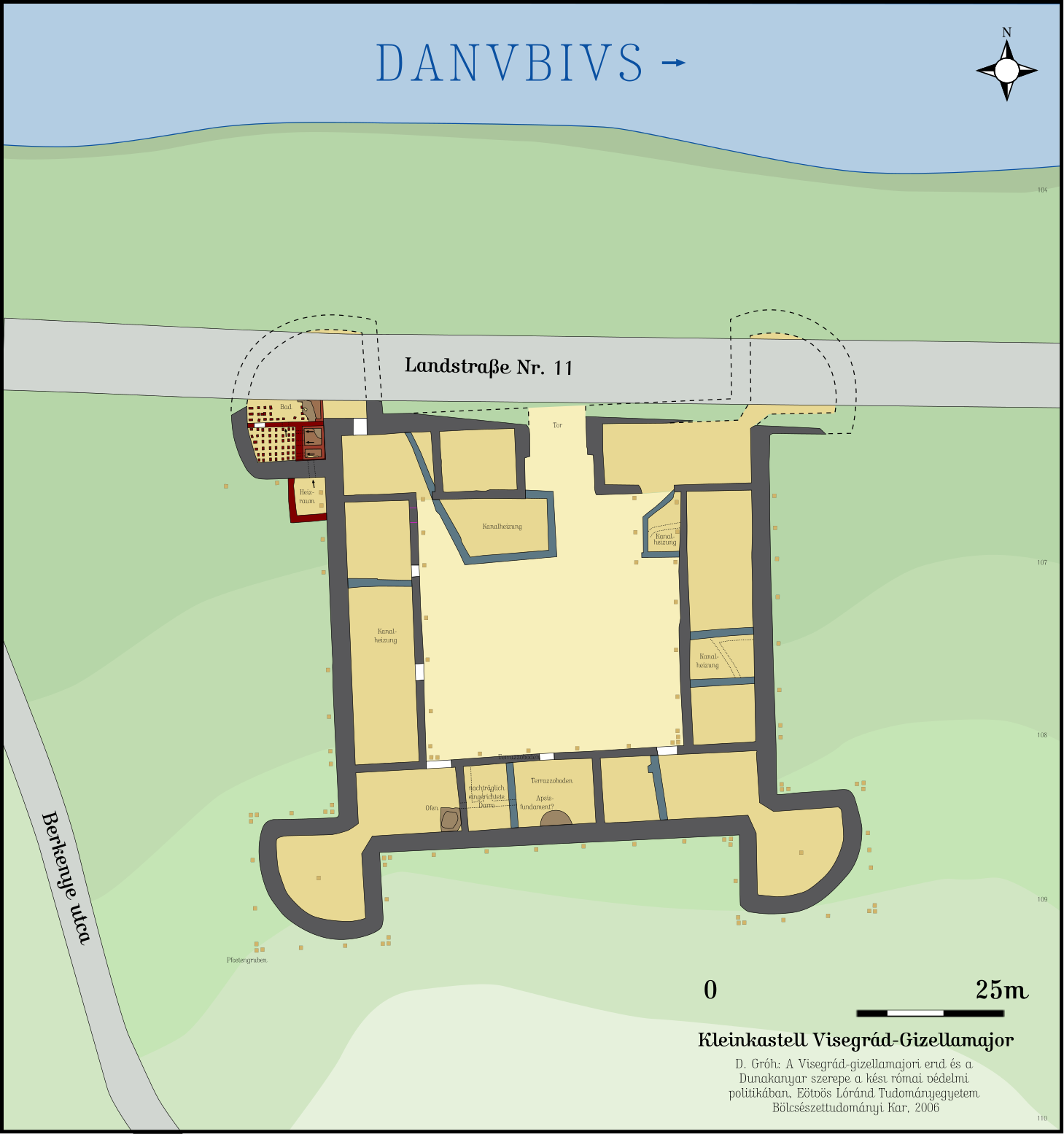
Le petit fort de Visegrád-Gizellamajor sur le limes du Danube pannonien, qui est structurellement très similaire.

La fort de Tetrapyrgium appartient à l'architecture militaire de l'Antiquité tardive, structure strictement géométrique, rappelant encore fortement les traditions de construction militaire plus anciennes. Des structures de défense comme celle-ci sont également connues dans d'autres provinces. Par exemple, le  fort de Visegrád-Gizellamajor situé sur le limes pannonien au bord du Danube est construit selon un plan carré similaire de 34,3 × 34,3 m. 
L'enceinte du fort de Tetrapyrgium forme un espace légèrement trapézoïdal, de 38,2 × 37,2 m (= 0,10 ha), il est flanqué à chaque coin de tours arrondies sur un quart de cercle et dont la hauteur dépassait largement les courtines. Seule une porte située côté ouest permettait d'accéder à l'intérieur du fort.
Le modèle d'architecture représenté à Tetrapyrgium est apparu à l'époque de la Tétrarchie et a  persisté jusqu'à la fin de l'Antiquité. il incluait le développement de tours plus hautes que les courtines et leur évolution vers des formes polygonales, rondes et semi-circulaires, simplifiant ainsi la défense de la forteresse contre les archers et les catapultes. 

### Datation
Selon Michaela Konrad, Tetrapyrgium aurait été fondé après la prise de pouvoir de Constantin le Grand, soit après 324. À titre de comparaison, le fort de Visegrád-Gizellamajor, de structure comparable, a été daté du règne de l'empereur Constance II (337-361).  Les tours en forme de quart de cercle, connues dans de nombreux forts de l'Antiquité tardive, sont typiques de cette période et peuvent être observées à la fois sur la Strata Diocletiana et dans d'autres parties de l'empire. 

### Enceinte
Du côté oriental, à l'abri des intempéries, le mur de défense construit en briques de terre crue presque carrées était en excellent état et encore préservé jusqu'à 4,05 m de haut. La partie inférieure de ce mur se composait de deux parois de 2,40 m de haut construites en opus caementicium et enduites d'argile. Un amas de pierres argileuses comblait l'espace entre les deux parois du mur.
La présence de créneaux en haut des murs d'enceinte ainsi que l'existence d'un fossé autour du fort n'ont pu être démontrées, l'agriculture post-romaine ayant causé des destructions autour du fortin. 
La seule porte du fort était au centre du côté occidental du fort. L'ouverture était composée de gros blocs de pierre soigneusement équarris et ajustés. 
La voie d'accès était de 3,25 m de large et était couverte d'un pavage en dalles de pierre rectangulaires. 

### Aménagement intérieur
L'analyse du bâtiment a démontré que les espaces intérieurs ont été construits après le mur d'enceinte.  
À l'intérieur du fort, des bâtiments étaient adossés au mur d'enceinte autour d'une cour centrale rectangulaire. Une seule pièce occupait le côté ouest près de la porte d'entrée du fort. Sur les autres côtés, trois autres ensembles de pièce s'appuyaient sur le mur d'enceinte. Leur taille (15,80 m2 ; 17,80 m2 ; 19,30 m2) suggère qu'elles étaient conçues pour abriter des contubernies. Si les bâtiments disposaient d'un étage, ils auraient pu abriter environ 65 à 70 hommes.  On ne sait pas si ces logements avaient un toit incliné vers la cour ou un toit plat. Il n'y avait aucune trace de supports pour des solives. Sans plafond, les pièces du rez-de-chaussée auraient eu une hauteur d'au moins 3,50 m, ce qui est peu crédible, en comparaison avec d'autres forts mieux conservés. Les remparts s'élevant à une hauteur de 5,70 à 6,50 m, ils auraient pu protéger des bâtiments intérieurs disposant d'un étage d'une hauteur de 2,20 m. À Tetrapyrgium, on peut supposer que le plafond du rez-de-chaussée était soutenu par des poteaux en bois ou par une voûte en adobe. 
La tour nord-est ne présente pas non plus de supports de solives jusqu'à une hauteur de 3,62 m. Des traces d'embrasures apparaissaient à 2,85 m et 3,02 m au-dessus de l'ancien niveau du sol. Comme de telles ouvertures ne peuvent être attendues au rez-de-chaussée, le plafond était probablement d'une hauteur maximale de 2,52 à 2,82 m, ce qui correspond aux hauteurs sous plafond (environ 2,50 à 2,76 m) observées dans les autres forteresses de ce Limes.  En raison de l'absence de traces d'escaliers dans les tours, l'accès aux étages supérieurs n'était probablement possible que par des échelles. 
La cour intérieure, vraisemblablement non aménagée, était en partie recouverte de dalles de pierre. Cependant, la cour n'ayant pas été intégralement fouillée, on peut supposer qu'elle aurai pu abriter une citerne. 

### Abandon
Le site aurait été abandonné au VIe siècle comme le laissent supposer les séries de pièces dont la date se termine vers les années 518/527 ainsi que les céramiques qui ne sont pas postérieures à 580. 

## Vicus
Le village proche du camp, d'une superficie de 230 × 250 m, a probablement été construit à la même époque que la forteresse. Le terrain du vicus est en pente douce vers le sud, l'ouest et l'est. Sa défense a été sécurisée par un mur d'enceinte renforcé de tours durant la première moitié du VIe siècle probablement lors des guerres contre la Perse (une poterie sigillée d'un type romain tardif a été découverte incrustée dans le mur). 
En 1994, le murs du vicus était encore visible sur les côtés nord-est, il était constitué de moellons clairs. Il faisait 1,8 m d'épaisseur et était beaucoup moins robuste que les remparts du fort (absence de tranchée de fondation). Des petites tours de défense ne subsistaient que des tas de décombres, les fouilles en dénombrèrent une dizaine. Leurs dimensions étaient variables, l'une surplombait le mur de défense de deux mètres et avait une largeur de 3,80 m, une autre ne faisait que 1,80 m de large. La plupart de ces tours n'étaient pas creuses et supportaient une plate-forme avec parapet. 

## Cimetière
À l'est du vicus, le terrain s'élève à nouveau pour former une longue colline sur laquelle s'étendait un cimetière d'au moins 18 800 m2, parsemé de dépressions en forme d'entonnoirs et de cônes de débris laissés derrière eux par des pilleurs de tombes. Les cônes pourraient évoquer des sépultures creusées (Arkosolia). La nécropole était jonchée de tuiles, de gypse et de fragments de calcaire.  

## Fin de la période romaine et début de l'ère islamique
Après l'abandon du fort vers 580, le site tombe en partie en ruine.  Un monastère byzantin y est établi vers 720 (découverte de monnaies du règne du calife omeyyade Hisham), mais il n'aurait existé que durant une courte période. Lors de la construction du monastère, certains matériaux de construction romains ont été réutilisés.  Cette nouvelle construction détruisit et déplaça de nombreux éléments architecturaux du fort de Tetrapyrgium. Quelques tessons de céramique abbasside découverts sur le site appartiennent déjà à une nouvelle couche culturelle. 
Lors de la fondation du monastère, la colonisation s'est probablement poursuivie dans le village attenant au fort (découverte de céramiques omeyyade),.  
Peu de temps après le début du règne abbasside en 750, les traces de peuplement à Tetrapyrgium disparaissent. Tetrapyrgium n'est plus alors connu que sous son nouveau nom arabo-bédouin de Qusair as-Saila.